# Dipartimento di Bermejo (Formosa)
Bermejo è un dipartimento argentino, situato nella parte centro-occidentale della provincia di Formosa, con capoluogo Laguna Yema.
Esso confina con i dipartimenti di Patiño a est, di Ramón Lista e Matacos a ovest, con la provincia del Chaco a sud, e con la repubblica del Paraguay a nord.
Secondo il censimento del 2001, su un territorio di 12.850 km², la popolazione ammontava a 12.710 abitanti, con un aumento demografico del 25,30% rispetto al censimento del 1991.
Municipi del dipartimento sono:
- Laguna Yema
- Los Chiriguanos
- Pozo de Maza
- Pozo del Mortero